# トレジャーギア
『トレジャーギア』 (TREASURE GEAR) は、1997年に未来ソフトがプレイステーション用に発売したローグライクゲームである。

## 概要
いわゆる不思議のダンジョン系ゲーム。自分が動いたぶんだけ敵も動く「リアルターンシステム」。主人公はダンジョンに眠るかつての魔法文明の遺した宝物を手に入れ、売りさばくことを生業としていた男女2名の冒険者。しかし、誰も生きて帰った者のいないダンジョンに挑戦した際に事件は起こった。相棒が死の呪いをかけられてしまった。プレイヤーはその片方を操作キャラクターとして選択しゲームを開始する。死の呪いにかかってしまったパートナーを救うため、操作キャラクターは第四ダンジョン最上階にある「生命の実」の入手を目指す。
冒険の主な舞台となるのは「レーレの村」。この村を拠点に、周りを囲む3つのダンジョンに挑みながら物語は進行する。村には酒場や預り所等、冒険の支えになる場所があり、情報収集もレーレの村で行う。
ゲーム開始時にプレイヤーキャラの性別を選択する。それぞれ選ばなかった性別のパートナーを救出することが目的となる。
ダンジョンの各フロアは入るたびに形状が異なり、出現アイテムや敵の配置も規則内でランダムに決定される。また操作キャラクターのレベルはダンジョンから出入りすると初期化される。

## ゲーム進行
ダンジョン各フロアのどこかにある階段を上がることで、ひとつ上の階へ移動することができる。最上階には特殊なアイテムが落ちており、これを入手すると階段の方向が逆方向になる。無事に特殊アイテムを村まで持ち帰ることができればそのダンジョンはクリアとなる。
第一、第二、第三ダンジョンのクリアすると第四のダンジョンが出現し、第四ダンジョンをクリアするとゲームは一応の結末となる。エンディング後は、全ダンジョンの最上階層が99階に設定され、最上階の特殊アイテムも以前とは異なるものに変化する。

## 特徴
ダンジョン、キャラクター、矢や魔法などの攻撃判定物はすべてポリゴンによる3DCGで描かれている。
ローグライクゲームでは「プレイヤーキャラクターを1回動かすとフロア内の敵もそれぞれ1回ずつ動く」という仕組みになっているケースが多い。対して『トレジャーギア』では「キャラクターを1フレーム動かすとフロア内の時間が1フレーム進む」という仕組みになっている。つまり、時間経過の最小単位が「1行動」ではなく「1フレーム」となっている。
このため『トレジャーギア』では、行動完了に長時間を要する動作を行えばその分量だけ時間が経過する。この法則は敵味方全キャラクターに適用されるため「敵にわざと隙の大きな攻撃を放たせ、その間に死角へ回りこむ」などの戦術が発生する。
またローグライクゲームではキャラクターの位置が「1マスごと」に限定されているケースが多いが、『トレジャーギア』ではキャラクターの位置について升目状の縛りはない。このため戦闘では自他のリーチや攻撃範囲を座標単位で把握する必要がある。
いわば、ローグライクゲームの持つ思考型のルール性と見下ろし型アクションゲームのリアルタイム性、アクション性を組み合わせたような、独特のシステムとなっている。

## ジョブ
最初の職業（ジョブ）である「戦士」のほか、第一、第二、第三のダンジョンをクリアするとそれぞれ3つの職業が追加される。
職業は、そのジョブで入手した経験値の蓄積によりレベルアップし、1レベルにつき1つの新たなスキルを覚える。この「職業レベル」はダンジョンを出入りしても初期化されない。職業レベルを最高のレベル6まで上げると、そのジョブを本職とは別に副職業として設定できるようになる。キャラクターが副職業を持つ場合、本職と副職業の両方のスキル（特殊技能）が利用可能となる。
スキルは操作キャラクターの「気力」パラメータを消費することで使用できる。なおスキルによっては特定種別の武器装備が条件となっているものもある。
本職と副職の組み合わせは自由だが、結果、副職業のスキルが利用できない組み合わせも発生する。装備可能なアイテムの種類は本職によって決定されるため、例えば「竪琴を装備できない変身士を本職」にし「竪琴が必要なスキルの多い魔曲士を副職業」にした場合、魔曲士のスキルはほぼ利用できないことになる。
戦士
最初から持っているジョブ。剣、大剣、盾を扱うことができる。攻撃力、防御力、HPが高く、近距離戦に向いている。突撃や回転斬りのスキルを覚えるが、戦士のスキルには剣が必要となるものが多い。
闘士
素手またはナックルを装備し戦うジョブ。リーチが極端に短いため扱いは難しい。闘士のスキルは使用に特定装備を必要としないため、副職業としての利用価値はある。
忍者
ADKならではのお約束。変わり身の術、目潰しなど実用的なスキルが多い。全ジョブ中で唯一、無限に発射できる間接攻撃武器「手裏剣」、専用の直接攻撃武器「カタナ」が装備できる。
魔曲士
直接攻撃武器の中で最長のリーチを持つ「竪琴」を装備できるジョブ。厄介な特殊能力を持つ敵を射程外から攻撃できる。ゲーム内のBGMを変えるお茶目なスキルも持っている。
魔導士
攻撃、移動、撹乱魔法のエキスパート。スキルにより、魔法効果を発動するアイテム「巻物」を消費せず何度でも使用できる。主武装は杖。打たれ弱いのが難点。
僧侶
回復、防御魔法のエキスパート。スキルにより、魔法効果を発動するアイテム「奇石」を消費せず何度でも使用できる。装備可能な武器は棍棒、杖、モーニングスターなどリーチの少ない物が多い。盾も装備できるため、防御力の面では戦士、発明家に次ぐ値を期待できる。
発明家
アイテムを合成させ別のアイテムに変化させる特殊なスキルを覚える。不要なアイテムを合成し価値の高いアイテムに作り変える、合成でしか入手できない高次元のアイテムを生み出すなどして冒険を有利に進めることができる。剣、大剣、盾など装備可能な武器も多く、合成の規則を把握すれば非常に強力な職業となる。
獣使い
魔物を味方に引き入れるスキルを持つ。余り役に立たないお遊び的なジョブだが、変身士ほどではない。中距離攻撃可能な武器、鞭が扱えるのはこのジョブだけである。
盗賊
打たれ弱く、武器もナイフしか扱えないが、モンスターからアイテムを奪うスキルを覚える。発明家との組み合わせでアイテム長者となれる。全ジョブ中、最も移動速度が素早い。
変身士
ネタでしかない、お遊び系ジョブ。敵モンスターに変身するスキルを持つが、敵の能力までコピーしてしまうため強い敵に変身しても同等の敵に倒される事がしばしば。武器に遠距離武器「ブーメラン」しか装備できないため、非常に扱いづらい。

## アイテム
アイテムは基本的に、ダンジョンの各フロアに落ちている物か、倒れた敵モンスターが落とすものを利用してゆく事となる。村に持ち帰ったアイテムは、売却または次の冒険に持ち出すことが可能。発明家の技能を使えばアイテム同士を合成することも可能。
アイテムは、ゲーム終盤以降、効果がわからず名前も伏せられている未鑑定状態で出現する比率が高くなる。
直接攻撃武器
ナイフ、剣、カタナ、大剣、モーニングスター、棍棒、杖、斧、鞭、竪琴、ナックルに分かれる。職業によって装備可能な武器種別は異なる。ものによっては攻撃と同時に特殊な効果を発生させるものがある（命中した敵を混乱させる「賢者の杖」、振り下ろした地点に雷を落とす「雷帝剣」など）。
盾
防御力を向上させることができる。戦士、僧侶、獣使い、発明家のみが装備可能。攻撃してきた敵を石化させる「メデューサの首」など、特殊な効果を持つものもある。
爆弾
間接攻撃武器。爆弾または時限爆弾。矢よりも飛距離が短いが、一定範囲に爆風を起こし、範囲内の敵に大ダメージを与える。
矢
間接攻撃武器。木の矢または鉄の矢。離れた敵を攻撃できる。一回の攻撃で1本を消費する。弓を装備することで攻撃力が増す。なお、弓を装備していない場合も利用可能。
弓
間接攻撃武器。装備すると、矢の攻撃力が増加する。
手裏剣
間接攻撃武器。忍者のみが装備できる。威力は低いが、無限に発射することができる。
ブーメラン
間接攻撃武器。盗賊または変身士のみが装備できる。一定の距離まで飛び、まっすぐ戻ってくる。壁に当たっている時や戻る時にも攻撃判定があるが、扱いが難しく威力も低い。
腕輪
装備することによって特殊な効果が得られる。攻撃力を高める「力の腕輪」など、キャラクターの基本ステータスを底上げするものが多い。マイナス効果を持つものもある。
指輪
装備することによって特殊な効果が得られる。火炎攻撃のダメージを軽減させる「炎の指輪」など、属性攻撃に対する抵抗力を上げるものが多い。マイナス効果を持つものもある。
首飾り
装備することによって特殊な効果が得られる。体力がゼロになると復活の代わりに消費される「身代わりの首飾り」など。マイナス効果を持つものもある。
食べ物
草、パン、肉、キノコ、実に分かれる。実は使用するとキャラクターのステータスが向上する。その他は気力を回復させる効果が大きい。
薬
回復または状態変化の効果がある。種類が多く、マイナス効果を持つものも多い。基本的には、操作キャラクターの体力を回復させる回復薬、敵を妨害する毒薬として利用する。
小瓶
直接攻撃武器または盾を強化または劣化する。同時に、装備が外れなくなる「呪い」効果を解除する。
巻物
使用すると攻撃、撹乱、移動などの魔法効果が発生する。使用すると消費されるが、魔導士のスキルがあれば何度でも利用することができる。
奇石
使用すると回復、防御などの魔法効果が発生する。使用すると消費されるが、僧侶のスキルがあれば何度でも利用することができる。
もの知りメガネ
使用すると、未鑑定のアイテムが鑑定される。
マジックポーチ
使用すると、所持できるアイテムの限界数がひとつ上昇する。
エスケープメダル
使用すると、ダンジョンから脱出することができる。
マジックメモリー
所持していると、フロアが変わった場合にセーブを行うことができる。セーブを実行するとひとつ消費される。ダンジョン中でのセーブはこのアイテムを消費しない限りできない。

## 備考
- ダンジョンのフロア形状はランダムに生成されるわけではなく、あらかじめ設定されている数百の形状からランダムでひとつが使用される。
- 特定の敵を倒す、または入手アイテムを売却することで、金を得ることができる。この金を医者に渡しパートナーの延命治療を依頼ことができるが、医者とパートナーのセリフが変化するのみでストーリーに変化はない。つまり、医者に金を渡し続け最高の治療をパートナーに与えても、パートナーをゲームに利用できるようになるわけではない。
- 耐火効果のあるアイテムを3つ装備した場合に炎攻撃を受けると即死するバグが存在する。
- ADKは元々SNKとの契約上、SNKのプラットフォームであるネオジオ以外の他機種向けのゲーム開発は禁止されていた。しかし「未来ソフト」という別ブランドで、本作品を開発・販売したことが発覚し、SNKとの関係の悪化を招いた。
- 『トレジャーギア』自体は中々好評で『トレジャーギア2』の企画書は出来上がっていたが、ADKが業務停止したため、そのプランは頓挫した。